# Liste der Naturdenkmale in Schliengen
| Naturdenkmale | Anzahl |
| ------------- | ------ |
| FND           | 2      |
| END           | 7      |
| Gesamt        | 9      |

Die Liste der Naturdenkmale in Schliengen nennt die verordneten Naturdenkmale (ND) der im baden-württembergischen Landkreis Lörrach liegenden Gemeinde Schliengen. In Schliengen gibt es insgesamt neun als Naturdenkmal geschützte Objekte, davon zwei flächenhafte Naturdenkmale (FND) und sieben Einzelgebilde-Naturdenkmale (END).
Stand: 1. November 2016.

## Flächenhafte Naturdenkmale (FND)
| Name                     | Bild | Kennung     | Einzelheiten | Position | Fläche Hektar | Datum        |
| ------------------------ | ---- | ----------- | ------------ | -------- | ------------- | ------------ |
| Auf der Eckt             |      | 83360780003 | Schliengen   | ???      | 2,4           | 7. Feb. 1940 |
| Hagschutz                | BW   | 83360780002 | Schliengen   | ⊙        | 3,2           | 1. Dez. 1980 |
| Legende für Naturdenkmal |      |             |              |          |               |              |

## Einzelgebilde (END)
| Name                                                   | Bild | Kennung     | Einzelheiten | Position | Fläche Hektar | Datum         |
| ------------------------------------------------------ | ---- | ----------- | ------------ | -------- | ------------- | ------------- |
| Baumgruppe: 8 Linden, Kastanie, Esche, Lärche, in Liel | BW   | 83360780004 | Schliengen   | ⊙        | 0,0           | 13. Juli 1987 |
| 1 Kastanie Omnibusbahnhof                              | BW   | 83360780005 | Schliengen   | ⊙        | 0,0           | 13. Juli 1987 |
| 1 Kastanie Omnibusbahnhof                              | BW   | 83360780006 | Schliengen   | ⊙        | 0,0           | 13. Juli 1987 |
| 1 Linde Bürglerstraße Obereggenen                      | BW   | 83360780011 | Schliengen   | ⊙        | 0,0           | 6. Juni 2003  |
| 1 Linde Gedächtniskapelle                              | BW   | 83360780008 | Schliengen   | ⊙        | 0,0           | 13. Juli 1986 |
| 1 Linde Obereggenen Ortsmitte                          | BW   | 83360780007 | Schliengen   | ⊙        | 0,0           | 13. Juli 1986 |
| 9 Platanen (Platanenallee) Bahnhof                     | BW   | 83360780003 | Schliengen   | ⊙        | 0,0           | 13. Juli 1987 |
| Legende für Naturdenkmal                               |      |             |              |          |               |               |